# Жуков, Николай Константинович

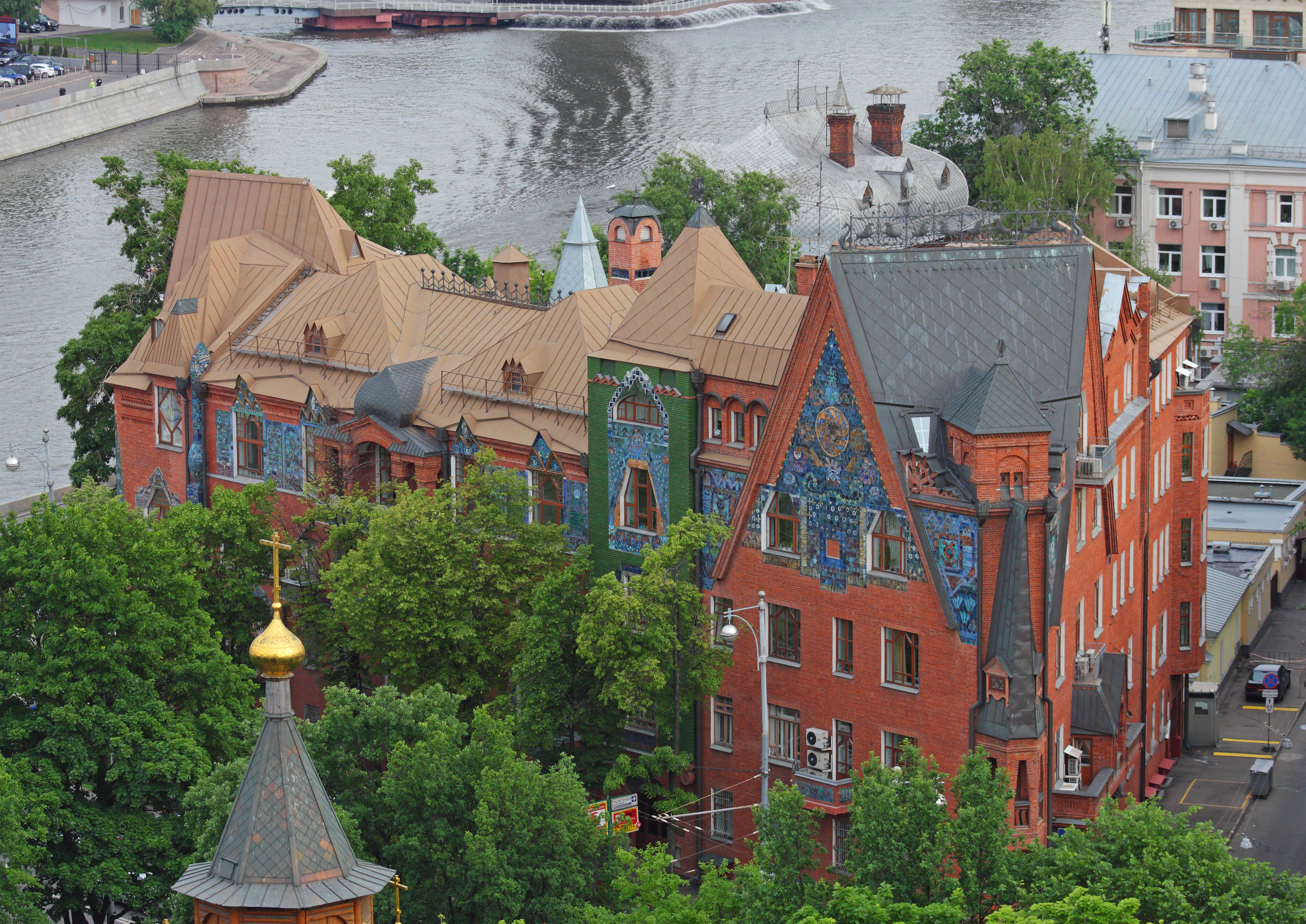
Дом З. А. Перцовой, 1905—1907, фото 2006

Никола́й Константи́нович Жу́ков (1874, Смоленск — 1946, Москва) — русский, советский архитектор (гражданский инженер), мастер московского модерна.

## Биография
Родился 27 мая 1874 года.
Учился в Смоленском реальном училище, затем в Институте гражданских инженеров в Санкт-Петербурге. Стажировался во Франции, Германии, неоднократно — в Италии. В 1900—1901 годах — архитектор на Кавказских минеральных водах, помощник старшего архитектора КМВ И. И. Байкова.
C 1901 года жил и работал в Москве на муниципальной службе: помощником участкового архитектора, с 1903 — архитектором при «городских железных дорогах» (трамвае), c 1910 — при Московской городской палате. В 1905 году вступил в Московское архитектурное общество. Сохранился и охраняется памятник промышленной архитектуры — административно-жилой корпус Миусского трамвайного парка, построенный Жуковым, М. Н. Глейнигом и Н. А. Сытенко. Жуков увлекался русской стариной, с 1908 года — слушатель Археологического института.
Зимой 1905—1906 годов предприниматель-железнодорожник П. Н. Перцов (1857—1937) объявил частный конкурс на проектирование дома «в русском стиле» на Пречистенской набережной. Для разработки собственно конкурсного задания, привязанного к участку земли, Перцов пригласил Жукова. Опередив А. М. Васнецова, Л. М. Браиловского и Ю. Ф. Дидерихса, конкурс на художественное решение дома выиграл художник С. В. Малютин. В итоге у памятника архитектуры — дома З. А. Перцовой (Пречистенская набережная, 35), — оказалось три соавтора: Малютин (художественный облик), Жуков (планировка и инженерные решения) и Б. Н. Шнауберт (руководство постройкой). По другим сведениям, постройкой руководил именно Жуков.
В 1910—1911 Жуков выступил с рядом проектов масштабных доходных домов (на Донской улице, совместно с И. М. Рыбиным; на Солянке), оставшихся нереализованными Жил во Втором Знаменском переулке, 14, кв. 3.
После февральской революции 1917 года Жуков — секретарь Всероссийского союза зодчих. В советскую эпоху — преподаватель строительно-технического училища, профессор МВТУ, член Союза архитекторов с 1935 года.
Умер 14 июня 1946 года в Москве. Урна с прахом захоронена в колумбарии № 18 /закрытый/ цокольный этаж Донского кладбища.

## Проекты и постройки
- Доходный дом З. А. Перцовой, совместно с С. В. Малютиным, строил архитектор Б. Н. Шнауберт (1905—1907, Москва, Пречистенская набережная, 35/1 — Курсовой переулок, 1/35), объект культурного наследия федерального значения[6];
- Церковь погоста Красны (1911, Коломенский уезд);
- Конкурсный проект дома Общества удовлетворения квартирной нужды среди городских служащих (1911, Москва, Донская улица), 2-я премия, не осуществлён;
- Конкурсный проект дома Московского купеческого общества (1910-е, Москва, Солянка), 3-я премия, не осуществлён.